# ویکتور کلیما
ویکتور کلیما (انگلیسی: Viktor Klima؛ زادهٔ ۴ ژوئن ۱۹۴۷) یک سیاست‌مدار اهل اتریش است.